# ジョルジュ・フランジュ
ジョルジュ・フランジュ（Georges Franju、1912年4月12日 - 1987年11月5日）は、フランスの映画監督、脚本家。シネマテーク・フランセーズの共同創設者として知られる。

## 来歴・人物
- 1912年4月12日、フランス・ブルターニュのイル＝エ＝ヴィレーヌ県フージェールに生まれる。
- 1934年、22歳にして短編初監督作『Le Métro』を発表。共同監督アンリ・ラングロワ。
- 1935年、ラングロワらとシネクラブ「セルクル・デュ・シネマ Cercle du cinéma」結成。
- 1936年9月2日、ラングロワ、ジャン・ミトリ、ポール＝オーギュスト・アルレとともにシネマテーク・フランセーズ設立。1949年までアーカイヴ活動にいそしむ。
- 1949年、ふたたび短編ドキュメンタリー『獣の血』（Le Sang des bêtes）[1]を発表、映画作家の道へ。以降、1958年までに13本の短篇を監督するが、これはフランスドキュメンタリー界の礎を築いた。1958年の短編『白い少女』は日本でも公開されている。
- 1959年、初の長編映画『壁にぶつかる頭』（La Tête contre les murs）を発表。脚本・主演ジャン＝ピエール・モッキー、共演アヌーク・エーメ、ピエール・ブラッスール、シャルル・アズナヴール。
- 1960年、カルト的傑作『顔のない眼』（Les yeux sans visage）を発表、多くの作家に影響を与える。脚本と助監督としてクロード・ソーテ参加、出演ブラッスール、アリダ・ヴァリ、エディット・スコブ。
- 1968年、ジャニーヌ・バザン、アンドレ・S・ラバルトプロデュースのテレビシリーズ『われらの時代のシネアストたち Cinéastes de notre temps』の一編『第一波 La première vague』（演出ノエル・バーチ/ジャン＝アンドレ・フィエシ）に、映画監督マルセル・レルビエ、ジャン・ミトリ、ジャン・ドレヴィル、アルベール・カヴァルカンティ、アンリ・ディアマン＝ベルジェ、アドニス・キルー、美術デザイナーリュシアン・アゲッタン、脚本家ミシェル・デュラン、ジャン＝ルイ・ブケー、女優・助監督エヴ・フランシス、映画プロデューサーアレクサンドル・カマンカ、批評家ジャック・シクリエ、作家クロード・オリエ、作曲家マリウス＝フランソワ・ガイヤールとともに出演。ヌーヴェルヴァーグの先駆と位置づけられる。
- 初期のフランジュの映画は、モーリス・ジャールの音楽活動とともにあった。
- 長編映画の日本での商業公開作は『顔のない眼』のみで、東京日仏学院等での所蔵プリント(英語字幕付16ミリ版)の上映以外ではほとんど紹介されることもなかったが、フランジュが取り組んだシネマテーク・フランセーズがなければヌーヴェルヴァーグは生まれ得なかったし、作家としてもヌーヴェル・ヴァーグ運動にシンクロする戦後フランス映画界の最重要人物のひとりであった。
- 1987年11月5日、パリで死去。75歳。

## フィルモグラフィ

### 主な映画
- Le Métro （1934年／短編）＊トリュフォーの『終電車』で映像使用
- 獣の血 Le Sang des bêtes （1949年／短編）
- グラン・メリエス Le grand Méliès （1952年／短編）
- 白い少女 La première nuit （1958年／短編）
- 壁にぶつかる頭 La Tête contre les murs （1959年）シネクラブ上映
- 顔のない眼 Les Yeux sans visage （1960年）
- Pleins feux sur l'assassin （1961年）
- テレーズ・デスケルウ Thérèse Desqueyroux （1962年）ヴェネツィア国際映画祭金獅子賞ノミネート作
- ジュデックス fr:Judex (film, 1963)Judex （1963年）DVDスルー TV5MONDE放映
- 山師トマ Thomas l'imposteur （1965年）ベルリン国際映画祭金熊賞ノミネート作
- ムーレ神父の罪 La Faute de l'abbé Mouret （1970年）TV5MONDEで字幕付放映
- Nuits rouges （1974年）